# Grenadier (manga)
Pour les articles homonymes, voir Grenadier.
Grenadier (グレネーダー, Gurenēdā) est un manga de Sōsuke Kaise adapté en anime d'action, d'aventure et d'ecchi de 12 épisodes. En France, la série est disponible en streaming légal et gratuit grâce au diffuseur Black Box. Ajouté plus tard sur Tubi streaming.

## Résumé
Grenadier se passe dans un monde féodal imaginaire, correspondant au moment de l'Histoire où les armes à feu apparaissent au Japon. Les experts de l'utilisation des armes à feu sont les Senshi, et font régner leur loi sur ce monde. Une jeune femme, Tendou Rushuna, après avoir été formée par l'Impératrice elle-même, est envoyée dans les différentes nations pour transmettre son savoir et apaiser le pays. Dans cette quête, elle rencontrera Kojima Yajirou, un samouraï surnommé le « Tigre de l'arrière-garde » qui combat les Senshi, et Mikan, une fillette spécialisée dans les ballons de baudruche.

## Personnages
- Rushuna Tendo

Surnommée la « Senshi souriante », Rushuna est une des rares personnes maitrisant les armes à feu et pouvant mériter le titre de senshi.

Elle parcourt le royaume afin de venir au secours de ceux qui sont sous la domination d'injustes tyrans. Elle entreprend au début de la série un voyage initiatique pour acquérir la « stratégie ultime » enseignée par l'impératrice : la victoire sans violence, en supprimant l'envie de se battre chez ses adversaires.
- Yajiro Kojima

Le « Tigre de l'arrière garde » est un des derniers vrai samouraï dans ce Japon en plein développement. C'est un mercenaire qui combat contre les abus de pouvoir. Il combattait jadis dans l'Armée Rebelle qui avait jurée de renverser le pouvoir Impérial. Il fut l'un des derniers survivants de sa troupe lors de leur entrée dans la capitale, dont les derniers combattants furent mis à mal par Touka Kurenai.
Il accompagnera Rushuna pour rencontrer l'impératrice sur laquelle ils ont des avis si contraires.
- Tenshi

L'impératrice de cette partie du monde, c'est elle qui a formé Rushuna à gagner sans violence.
- Clown

Ce clown apparait plusieurs fois tout au long de cet anime. C'est l'ennemi récurrent de Rushuna.
Il semble que ce soit lui qui arme ceux contre qui Rushuna s'est battue. On apprendra plus tard que lui et Yajiro furent étroitement liés…
- Touka Kurenai

Touka est l'une des dix sages Senshi, en retraite des forces armées et dirigeant une maison des plaisirs. Elle combattra Rushuna avant de se rendre compte de sa vraie valeur. Elle se bat avec une arme nommée Kankousen, qui est décrit comme étant une sorte de lance. Il s'agit en fait plutôt d'un bâton créant des explosions lors de l'impact et dont l'extrémité peut se détacher pour ensuite être maniée grâce à une chaîne. Elle est atteinte d'une maladie incurable qui l'empêche de se déplacer seule sur de longues distances ou de se battre longtemps.
- Aizen Teppa

C'est l'un des dix sages Senshi, mais c'est aussi un ancien ami de Rushuna. Un peu pervers, il se met lui-même dans des situations gênantes et ce, depuis son enfance. Il cherchera à tuer Rushuna, avant que sa défaite ne le fasse se remettre en question. Il utilise une technique de combat propre au clan Aizen, l'Habit-Armure. Il s'agit à la base d'une technique visant à protéger l’Impératrice contre les éventuelles agressions. Cette technique consiste, pour Teppa, à se servir de la cape qu'il porte (faite de fil d'acier et d'éclats de diamants) comme d'une arme où d'un bouclier.
- Mikan Kurenai

Également surnommée « l'artiste des ballons », elle accompagne Rushuna dans sa quête par goût de l'aventure et pour la remercier de lui avoir permis de renoncer à sa vengeance contre l'homme qui tua ses parents, fabricants et vendeurs de ballon. Elle dispose de plusieurs types de ballons plus ou moins utile qu'elle gonfle extrêmement vite grâce à un dispositif situé sur son bras. On peut par exemple citer le ballon Aigle qui lui permet de voler, ou le ballon Tortue qui résiste très bien aux balles.

## Anime

### Fiche technique
- Réalisation : Hiroshi Koujina
- Character design : Hideki Inoue
- Directeur artistique : Yukio Abe
- Directeur de l'animation : Hideki Inoue
- Créateur original : Sōsuke Kaise
- Musique : Yasunori Iwasaki
- Animation : Studio Live
- Nombre d'épisodes : 12
- Date de première diffusion au Japon : 14 octobre 2004

### Doublage
|               | Japonais         |
| ------------- | ---------------- |
| Rushuna Tendo | Mikako Takahashi |
| Yajiro Kojima | Kazuya Nakai     |
| Tenshi        | Chieko Honda     |
| Clown         | Kazuhiro Nakata  |
| Touka Kurenai | Mami Kosuge      |
| Aizen Teppa   | Nobuyuki Hiyama  |
| Mikan Kurenai | Yuki Matsuoka    |